# Harry Dexter White
Harry Dexter White (Boston, 9 de outubro de 1892 - Fitzwilliam, New Hampshire, 16 de agosto de 1948) foi um economista norte-americano, e um alto funcionário do Departamento do Tesouro dos Estados Unidos. Ele foi o alto representante norte-americano na Conferência de Bretton Woods, em 1944, e teria dominado a reunião e imposto a sua visão das instituições financeiras do pós-guerra, apesar das objeções de John Maynard Keynes, o representante britânico. Depois da Segunda Guerra Mundial, White foi um arquiteto do Fundo Monetário Internacional e do Banco Mundial.
Em agosto de 1948, White testemunhou e defendeu seu relato para o Comitê de Atividades Antiamericanas da Câmara dos Representantes dos Estados Unidos. Três dias após prestar depoimento, ele morreu de um ataque cardíaco em sua casa de verão em Fitzwilliam, no estado de New Hampshire. Uma série de fontes, incluindo o FBI e arquivos soviéticos, indicam que ele passou informações governamentais secretas para a União Soviética durante a Segunda Guerra Mundial.